# Overlaying
Overlaying of overlying is het smoren van een baby door in de slaap over het kind te rollen, meestal door een ouder of min. De term wordt vooral gebruikt om kinderdoding te beschrijven die gemaskeerd werd als per ongeluk gebeurd. Deels zal het echter ook werkelijk onbedoeld zijn gebeurd, of zal er sprake zijn geweest van wiegendood.
Het was een bekend verschijnsel in victoriaans Engeland, maar ook in andere tijden en samenlevingen vond 
dit plaats als methode om kinderdoding te maskeren gezien het grote taboe hierop. Dat kinderdoding desondanks toch plaatsvond was omdat het een van de weinig verfijnde methodes van geboorteregulering was zoals ook het te vondeling leggen, verwaarlozing en abortus.